# Рибнишко село
Рибнишко село (на словенски: Ribniško selo) е село в Словения, Подравски регион, община Марибор. Според Националната статистическа служба на Република Словения през 2002 г. селото има 279 жители.